# 스탠 시모어
조지 스탠리 "스탠" 시모어(George Stanley "Stan" Seymour, 1895년 5월 16일 ~ 1978년 12월 24일)는 잉글랜드의 축구 선수이자 감독이었다.
그는 뉴캐슬 유나이티드에서 선수로서 9년, 은퇴 이후 단장과 감독으로서 20여년을 보냈다. 뉴캐슬 선수 시절 1부 리그와 FA컵 우승을 경험하였고, 감독으로서는 3번의 FA컵 우승 기록을 가지고 있다.